# Theischingeria
Genre
Theischingeria est un genre d'insectes diptères nématocères de la famille des Blephariceridae.

## Liste d'espèces
Selon BioLib (27 avril 2019) :
- Theischingeria rieki Zwick, 1998